# Suasa (geslacht)
Suasa is een geslacht van vlinders van de familie Lycaenidae.

## Soorten
- S. lisides (Hewitson, 1863)
- S. madaura Fruhstorfer, 1912
- S. suessa De Nicéville, 1892